# Certain Women
Certain Women è un film del 2016 scritto e diretto da Kelly Reichardt.

## Trama
Le vite di quattro donne, alla ricerca della propria strada, si intrecciano sullo sfondo del rurale Montana. Un'avvocatessa alle prese con il sessismo sul lavoro, una madre e moglie delusa dalla vita matrimoniale e una insegnante di legge che instaura un ambiguo rapporto con la dipendente stagionale di un ranch.

## Produzione
Il film è basato su un racconto di Maile Meloy incluso nella raccolta Both Ways Is the Only Way I Want It. Fanno parte del cast principale Laura Dern, Kristen Stewart, Michelle Williams e Lily Gladstone.

## Distribuzione
La pellicola è stata presentata in anteprima al Sundance Film Festival 2016 e successivamente è stata presentata in molti festival cinematografici internazionali, tra cui Mill Valley Film Festival, Deauville Film Festival e Toronto International Film Festival. A ottobre 2016 è stata presentata al BFI London Film Festival, dove ha vinto il premio come miglior film.
È distribuito nelle sale cinematografiche statunitensi in forma limitata dal 14 ottobre 2016.

## Riconoscimenti
- 2016 - BFI London Film Festival
  - Miglior film
- 2016 - Gotham Independent Film Awards
  - Candidatura per il Miglior film
  - Candidatura per il Miglior interprete emergente a Lily Gladstone
- 2017 - Independent Spirit Awards
  - Candidatura al Miglior regista a Kelly Reichardt
  - Candidatura alla Miglior attrice non protagonista a Lily Gladstone